# 金武レッド・ビーチ訓練場
金武レッド・ビーチ訓練場（きんれっどびーちくんれんじょう） (Kin Red Beach Training Area) は沖縄県金武町にある在日アメリカ海兵隊の訓練場。金武町の総面積の約56％が米軍施設となっている。

## 概要
場所：金武村字金武
面積：約16,200㎡ (1972年5月15日) → 14,000㎡ (2017年1月1日)
地主数：49人
年間賃借料：12百万円（2012年度）
管理部隊名：海兵隊キャンプ・バトラー基地司令部
使用部隊名：海兵隊ほか
使用主目的：訓練場

### 機能
金武レッド・ビーチ訓練場は、金武町市街地から西に国道329号を約300メートル海岸に南下した海岸に位置する。２隻の揚陸艦を停泊させる護岸があり、山手にある巨大なキャンプ・ハンセンと一体で使用されており、物資や兵士の移動に使われている。また、少人数のよる夜間上陸訓練や航空機火災訓練なども行われている。また海兵隊がオーストラリアの民間会社と契約した高速船が多く停泊。

## 歴史
1962年7月、金武レッド・ビーチ訓練場として使用開始。
1988年3月31日、国道329号改良時に水域2,300㎡返還。
1999年3月31日、給油所用地約480 ㎡返還。

## その他
金武町は、山手に巨大なキャンプ・ハンセンと自衛隊施設、また隣接する名護市のキャンプ・シュワブがあり、また海岸沿いには金武レッドビーチ訓練場と金武ブルー・ビーチ訓練場があり、町の総面積の約56％が米軍施設となっている。地元の金武漁業組合の施設と隣接しているため、艦船の出入りの際は付近の漁業従事者の事業に制限があり、地元の障害となっている。
ベトナム戦争までは基地の町として賑やかであった新開地だが、いまは逆に交通や地の利における課題、また連続する米兵犯罪や事故にも頭をなやませられている。2019年の年末年始には泥酔した米兵による住宅侵入事件も相次いだ。
2019年12月15日　車７台を傷つけ、勝手口ドアのガラスをたたき割る海兵隊員　
2019年12月16日　繁華街で車両や窓多数壊され自宅ドアたたく音に女性恐怖
2020年1月19日　飲酒で国道の中央分離帯に衝突事故　自転車窃盗で現行犯逮捕
2020年2月08日　二階建て民家の屋根に海兵隊
近年は米軍から近隣のダイビングが許可されており、ウミウシの屈指のダイビングスポットになっている。